# Brakas (Dempet)
Brakas is een bestuurslaag in het regentschap Demak van de provincie Midden-Java, Indonesië. Brakas telt 2510 inwoners (volkstelling 2010).